# ViViD
Vivid (estilitzat com: ViViD) va ser una banda japonesa de rock pertanyent al moviment Visual Kei originària de Tòquio. Formada el març de 2009, té contracte amb Epic Records Japan. Els seus membres eren Shin (シン) (vocalista), Reno (零 乃) (guitarrista), Ryoga (怜 我) (guitarrista), Iv (イヴ) (baix), i Ko-ki (bateria i discjòquei). En gener de 2015 van anunciar la seva separació.

## Història
La banda va ser creada el març de 2009 amb la secció rítmica, és a dir amb Iv (ex-Kisnate) i Ko-ki (ex-Novelis). Després, al març van trobar vocalista (Shin, ex-Dennou Romeo), i guitarristes: Reno (ex-Novelis) i Ryoga. A l'abril, el lloc web d'Indie-PSC va anunciar que havien signat contracte amb ViViD. El 19 d'abril, la banda va començar oficialment les seves activitats amb la seva primera presentació en viu a Takadanobaba Area. Al seu propi web oficial, obert a finals d'abril, la banda va anunciar al maig que els seus primers enregistraments serien llançats al juliol i a l'agost.
Durant el maig i el juny es van presentar en un total de cinc concerts, començant a Shibuya O-West l'11 de maig i acabant al mateix lloc el 24 de juny. El single de debut de la banda va ser "Take off" i va ser llançat el 8 de juliol, arribant al número 2 al rànking indie Oricon, i al número 63 al rànking general d'Oricon, on van estar-hi durant una setmana. Abans de llançar el següent single, van fer una sèrie de tres presentacions, els dies 18 i 24 de juliol i 9 d'agost (tots fets a Takadanobaba Area).
El seu segon single, "Dear", es va posar a la venda el 19 d'agost del 2009 en un Cd+DVD que promocionava el seu primer vídeo. Va arribar al número 2 al rànking indie Oricon, i al número 44 al rànking general d'Oricon, on va romandre també durant una setmana. Posteriorment, amb vendes esgotades va ser rellançat l'1 de febrer de 2010 en un format de CD (sense el DVD). El mes va acabar amb una aparició en viu al Takadanobaba Area el 31 d'agost de 2009.
Durant el setembre i octubre de 2009, ViViD va participar en set esdeveniments "Chichu Rōkaku" organitzats per la PS Company, iniciant l'edició 94 a la Takadanobaba Area el 19 de setembre. Les edicions 95 fins a la 97 es van dur a terme al mateix lloc el 20, 26 i 27 de setembre. Les tres edicions d'octubre van ser en llocs diferents, la 98 el 9 d'octubre a Nagoya, la 99 el 10 d'octubre a Umeda Akasa, i la 100 a Kawasaki Club Citta, el 17 d'octubre.
El 21 d'octubre de 2009, la banda va presentar el seu primer mini àlbum,  The Vivid Color. Va ser el seu primer llançament que va estar disponible en dues versions diferents. El mini àlbum va aconseguir el número 34 en les principals llistes d'Oricon, on va romandre durant dues setmanes. A més a més, el mateix 21 d'octubre, es van presentar al "H'evn no Omatsuri Tenmade Tobō!" esdeveniment organitzat per la revista H'evn a Shibuya O-West. Tres dies més tard, ViViD és al "V-Rock Festival '09", un mega-esdeveniment al Makuhari Messe exhibition center de Chiba. A finals de més van ser a l'esdeveniment especial de Halloween "Area Halloween Special Live 2009" organitzat a la Takadanobaba Area ben coneguda per la banda.
El seu tercer single, titulat "Across the Border", va ser llançat el 17 de febrer de 2010, en tres versions diferents, arribant al lloc 22 al rànking setmanal de singles d'Oricon.
El 3 i 4 de juliol de 2010 es van presentar a la J.E. Live House de París, França, durant l'Exposició Universal del Japó 2010, sent el primer cop que ViViD tocava a fora del Japó.
El seu quart single, "Precious", va ser llançat el 7 de juliol de 2010, aconseguint el número 15 a la llista setmanal d'Oricon. L'agost de 2010, es va anunciar que ViViD signaria amb Sony Music Japan de la discogràfica Epic Records.
El seu cinquè single i el primer amb la nova discogràfica va ser "Yume Mugen no Kanata" ("梦" ~ ムゲンノカナタ 方 ~)), que va ser l'ending de l'anime Level E. El single va ser llançat el 19 de gener de 2011.
El seu sisè single, "Blue", va ser l'opening 14 de l'anime Bleach.
ViViD es va embarcar en una gira per Àsia l'estiu del 2011, anant a Taiwan, Hong Kong i Singapur. El 2 d'agost de 2011, ViViD participa en el 13è ACGHK 2011 Heart Beat Seinen Music Festival, a Hong Kong, Xina.
Després de llançar els singles Fake i Message, s'ha anunciat que el següent, Real serà el nou opening de la sèrie Mobile Suit Gundam Age.

## Discografia

### Mini àlbums
- The Vivid Color (21 d'octubre de 2009) Posició al Oricon Weekly Album Chart: 34[2]

### Senzills
- "Take-off" (8 de juliol de 2009) Posició a l'Oricon Weekly Single Chart: 63[3]
- "Dear" (19 d'agost 2009) Posició a l'Oricon Weekly Single Chart: 44[3]
- "Across the Border" (17 de febrer 2010) Posició a l'Oricon Weekly Single Chart: 22[3]
- "Precious" (7 de juliol de 2010) Posició a l'Oricon Weekly Single Chart: 15[3]
- "Yume: Mugen no Kanata" (19 de gener de 2011) Posició a l'Oricon Weekly Single Chart: 6[3]
- "Blue" (13 de juliol de 2011) Posició a l'Oricon Weekly Single Chart: 4[3]
- "Fake" (9 de novembre de 2011) Posició a l'Oricon Weekly Single Chart: 9[3]
- "Message" (11 de gener de 2012) Posició a l'Oricon Weekly Single Chart: 4[3]
- "Real" (15 de maig de 2012)